# Eudocima divitiosa
Eudocima divitiosa là một loài bướm đêm trong họ Erebidae.